# Inđija Indians
Gli Inđija Indians sono una squadra di football americano di Inđija, in Serbia, fondata nel 2006.
Partecipano al campionato serbo di football americano e alla CEFL.

## Dettaglio stagioni

### Amichevoli
| Stagione | Vin | Par | Per | Tot | PF | PS | avversaria  |
| -------- | --- | --- | --- | --- | -- | -- | ----------- |
| 2010     | 0   | 0   | 1   | 1   | 0  | 26 | Sofia Bears |
| Totale   | 0   | 0   | 1   | 1   | 0  | 26 |             |

### Tornei nazionali

#### Campionato

##### Superliga/Prva Liga (primo livello)
| Stagione | regular season | regular season | regular season | regular season | regular season | regular season | playoff | playoff | playoff | playoff | playoff | playoff        | playoff               |
|          | Vin            | Par            | Per            | Tot            | PF             | PS             | Vin     | Per     | Tot     | PF      | PS      | risultato      | avversaria            |
| -------- | -------------- | -------------- | -------------- | -------------- | -------------- | -------------- | ------- | ------- | ------- | ------- | ------- | -------------- | --------------------- |
| 2011     | 3              | 0              | 3              | 6              | 158            | 107            | -       | -       | -       | -       | -       | -              | -                     |
| 2014     | 2              | 0              | 5              | 7              | 113            | 219            | -       | -       | -       | -       | -       | -              | -                     |
| 2015     | 3              | 0              | 4              | 7              | 156            | 133            | -       | -       | -       | -       | -       | -              | -                     |
| 2016     | 2              | 0              | 5              | 7              | 76             | 151            | 1       | 0       | 1       | 35      | 22      | Non retrocessi | Kikinda Mammoths      |
| 2017     | 3              | 0              | 4              | 7              | 82             | 146            | 1       | 1       | 2       | 38      | 78      | Semifinale     | Kragujevac Wild Boars |
| 2018     | 5              | 0              | 2              | 7              | 237            | 77             | 1       | 1       | 2       | 56      | 49      | Semifinale     | Beograd Vukovi        |
| 2019     | 0              | 0              | 7              | 7              | 19             | 202            | -       | -       | -       | -       | -       | -              | -                     |
| Totale   | 18             | 0              | 30             | 48             | 841            | 1035           | 3       | 2       | 5       | 129     | 149     |                |                       |

Fonti: Enciclopedia del Football - A cura di Roberto Mezzetti

##### Prva Liga (secondo livello)/Druga Liga
| Stagione | regular season | regular season | regular season | regular season | regular season | regular season | playoff | playoff | playoff | playoff | playoff | playoff   | playoff            |
|          | Vin            | Par            | Per            | Tot            | PF             | PS             | Vin     | Per     | Tot     | PF      | PS      | risultato | avversaria         |
| -------- | -------------- | -------------- | -------------- | -------------- | -------------- | -------------- | ------- | ------- | ------- | ------- | ------- | --------- | ------------------ |
| 2012     | 7              | 0              | 1              | 8              | 281            | 90             | -       | -       | -       | -       | -       | -         | -                  |
| 2013     | 5              | 0              | 0              | 5              | 270            | 28             | 1       | 0       | 1       | 43      | 3       | Promossi  | Kikinda Mammoths   |
| 2020     | 3              | 0              | 0              | 3              | 163            | 52             | 2       | 0       | 2       | 109     | 22      | Campioni  | Beograd Gladiators |
| Totale   | 15             | 0              | 1              | 16             | 714            | 170            | 3       | 0       | 3       | 152     | 25      |           |                    |

Fonti: Enciclopedia del Football - A cura di Roberto Mezzetti

###### Juniorska Liga
| Stagione | regular season | regular season | regular season | regular season | regular season | regular season | playoff | playoff | playoff | playoff | playoff | playoff   | playoff                |
|          | Vin            | Par            | Per            | Tot            | PF             | PS             | Vin     | Per     | Tot     | PF      | PS      | risultato | avversaria             |
| -------- | -------------- | -------------- | -------------- | -------------- | -------------- | -------------- | ------- | ------- | ------- | ------- | ------- | --------- | ---------------------- |
| 2015     | 2              | 0              | 4              | 6              | 109            | 74             | -       | -       | -       | -       | -       | -         | -                      |
| 2017     | 4              | 0              | 0              | 4              | 155            | 20             | 1       | 1       | 2       | 18      | 18      | Finale    | Jagodina Black Hornets |
| Totale   | 6              | 0              | 4              | 10             | 264            | 94             | 1       | 1       | 2       | 18      | 18      |           |                        |

Fonti: Enciclopedia del Football - A cura di Roberto Mezzetti

###### Kadetska Liga
| Stagione | regular season | regular season | regular season | regular season | regular season | regular season | playoff | playoff | playoff | playoff | playoff | playoff   | playoff                |
|          | Vin            | Par            | Per            | Tot            | PF             | PS             | Vin     | Per     | Tot     | PF      | PS      | risultato | avversaria             |
| -------- | -------------- | -------------- | -------------- | -------------- | -------------- | -------------- | ------- | ------- | ------- | ------- | ------- | --------- | ---------------------- |
| 2016     | 2              | 0              | 0              | 2              | 71             | 0              | 2       | 0       | 2       | 81      | 6       | Campioni  | Jagodina Black Hornets |
| 2017     | 4              | 0              | 0              | 4              | 106            | 30             | -       | -       | -       | -       | -       | Campioni  | -                      |
| Totale   | 6              | 0              | 0              | 6              | 177            | 30             | 2       | 0       | 2       | 81      | 6       |           |                        |

Fonti: Enciclopedia del Football - A cura di Roberto Mezzetti

###### Pionirska Liga
| Stagione | regular season | regular season | regular season | regular season | regular season | regular season | playoff | playoff | playoff | playoff | playoff | playoff   | playoff       |
|          | Vin            | Par            | Per            | Tot            | PF             | PS             | Vin     | Per     | Tot     | PF      | PS      | risultato | avversaria    |
| -------- | -------------- | -------------- | -------------- | -------------- | -------------- | -------------- | ------- | ------- | ------- | ------- | ------- | --------- | ------------- |
| 2015     | 5              | 0              | 1              | 5              | 119            | 54             | -       | -       | -       | -       | -       | -         | -             |
| 2016     | 3              | 0              | 1              | 4              | 80             | 41             | -       | -       | -       | -       | -       | Campioni  | -             |
| 2017     | 2              | 0              | 0              | 2              | 93             | 13             | 1       | 0       | 1       | 58      | 24      | Campioni  | Zemun Pirates |
| Totale   | 10             | 0              | 2              | 12             | 292            | 108            | 1       | 0       | 1       | 58      | 24      |           |               |

Fonti: Enciclopedia del Football - A cura di Roberto Mezzetti

### Flag

#### Seniorska Fleg Liga
| Stagione | regular season | regular season | regular season | regular season | regular season | regular season | playoff | playoff | playoff | playoff | playoff | playoff   | playoff    |
|          | Vin            | Par            | Per            | Tot            | PF             | PS             | Vin     | Per     | Tot     | PF      | PS      | risultato | avversaria |
| -------- | -------------- | -------------- | -------------- | -------------- | -------------- | -------------- | ------- | ------- | ------- | ------- | ------- | --------- | ---------- |
| 2015     | 4              | 0              | 0              | 4              | 154            | 81             | 2       | 0       | 2       | 75      | 26      | Campioni  | -          |
| 2016     | 6              | 0              | 2              | 8              | 260            | 129            | -       | -       | -       | -       | -       | -         | -          |
| Totale   | 10             | 0              | 2              | 12             | 414            | 210            | 2       | 0       | 2       | 75      | 26      |           |            |

Fonti: Enciclopedia del Football - A cura di Roberto Mezzetti

#### Pionirska Fleg Liga
| Stagione | regular season | regular season | regular season | regular season | regular season | regular season | playoff | playoff | playoff | playoff | playoff | playoff   | playoff    |
|          | Vin            | Par            | Per            | Tot            | PF             | PS             | Vin     | Per     | Tot     | PF      | PS      | risultato | avversaria |
| -------- | -------------- | -------------- | -------------- | -------------- | -------------- | -------------- | ------- | ------- | ------- | ------- | ------- | --------- | ---------- |
| 2015     | 6              | 0              | 0              | 6              | 279            | 76             | 6       | 0       | 6       | 270     | 76      | Campioni  | -          |
| 2016     | 11             | 0              | 0              | 11             | 519            | 50             | 2       | 0       | 2       | 39      | 19      | Campioni  | -          |
| 2017     | 6              | 0              | 0              | 6              | 228            | 56             | 3       | 0       | 3       | 114     | 32      | Campioni  | -          |
| Totale   | 23             | 0              | 0              | 23             | 1026           | 182            | 11      | 0       | 11      | 423     | 127     |           |            |

Fonti: Enciclopedia del Football - A cura di Roberto Mezzetti

### Tornei internazionali

#### Central European Football League
| Stagione | regular season | regular season | regular season | regular season | regular season | regular season | playoff | playoff | playoff | playoff | playoff | playoff   | playoff    |
|          | Vin            | Par            | Per            | Tot            | PF             | PS             | Vin     | Per     | Tot     | PF      | PS      | risultato | avversaria |
| -------- | -------------- | -------------- | -------------- | -------------- | -------------- | -------------- | ------- | ------- | ------- | ------- | ------- | --------- | ---------- |
| 2016     | 1              | 0              | 3              | 4              | 35             | 121            | -       | -       | -       | -       | -       | -         | -          |
| Totale   | 1              | 0              | 3              | 4              | 35             | 121            | -       | -       | -       | -       | -       |           |            |

Fonti: Enciclopedia del Football - A cura di Roberto Mezzetti

#### CEFL Cup
| Stagione | regular season | regular season | regular season | regular season | regular season | regular season | playoff | playoff | playoff | playoff | playoff | playoff   | playoff    |
|          | Vin            | Par            | Per            | Tot            | PF             | PS             | Vin     | Per     | Tot     | PF      | PS      | risultato | avversaria |
| -------- | -------------- | -------------- | -------------- | -------------- | -------------- | -------------- | ------- | ------- | ------- | ------- | ------- | --------- | ---------- |
| 2017     | 1              | 0              | 2              | 3              | 20             | 53             | -       | -       | -       | -       | -       | -         | -          |
| Totale   | 1              | 0              | 2              | 3              | 20             | 53             | -       | -       | -       | -       | -       |           |            |

Fonti: Enciclopedia del Football - A cura di Roberto Mezzetti

### Riepilogo fasi finali disputate
| Anno             | Luogo  | Evento     | Fase del torneo         | Incontro                               | Risultato |
| 23 giugno 2013   |        | Prva Liga  | Spareggio promozione    | Inđija Indians - Kikinda Mammoths      | 43 - 3    |
| 3 luglio 2016    | Inđija | Prva Liga  | Spareggio retrocessione | Inđija Indians - Kikinda Mammoths      | 35 - 22   |
| 24 giugno 2017   |        | Prva Liga  | Semifinale              | Kragujevac Wild Boars - Inđija Indians | 50 - 3    |
| 30 giugno 2018   |        | Prva Liga  | Semifinale              | Beograd Vukovi - Inđija Indians        | 49 - 7    |
| 15 novembre 2020 |        | Druga Liga | Finale                  | Inđija Indians - Beograd Gladiators    | 74 - 22   |

## Palmarès
- 1 Campionato serbo flag (2015)
- 2 Campionati serbi di secondo livello (2013, 2020)
- 2 Campionati serbi Under-17 (2016, 2017)
- 2 Campionati serbi Under-15 (2016, 2017)
- 3 Campionati serbi flag Under-15 (2015, 2016, 2017)
- 1 Campionato SAAF flag Under-15 (2010)